# Нико Минору
Нико Минору (англ. Nico Minoru), также известная как Сестра Гримм (англ. Sister Grimm) — супергерой, появляющимся в комиксах издательства Marvel Comics. Она впервые появилась в комиксах Runaways. Созданная в 2003 году писателем Брайаном К. Воганом и художником Адрианом Альфоной, персонаж дебютировал в Runaways vol. 1 # 1 (июль 2003 г.). Как каждый член оригинальных Беглецов, Нико — дочь супермощных злодеев, называющих себя «Прайд»; конкретно она — дочь тёмных волшебников. Узнав об этом, Нико убегает с остальными Беглецами, но позже обнаруживает, что она унаследовала магические способности своих родителей. Всякий раз, когда Нико кровоточит, из её груди появляется мощный «Посох Одного», позволяющий Нико совершать магию.
Ко второй серии, Нико де-факто лидер её неофициальной и безымянной команды супергероев, что делает её одним из немногих японско-американских лидеров супергероев. Образом Нико является её сложный и богато украшенный готический гардероб. Нико — волшебница, подобная её родителям и прабабушке перед ней, и может бросить почти любое заклинание, которое можно вообразить с её персоналом. Нико использует свои таланты, чтобы компенсировать злодеяния своих родителей и помешать кому-либо занять место Прайда на вершине организованной преступности в Лос-Анджелесе.

## История публикации
Нико Минору впервые появилась в Runaways # 1 (июль 2003) и была создана Брайаном К. Воганом и Адрианом Альфоном.
В оригинальной тональности Брайана К. Вогана для серии Нико была названа Рейчелом Мессина. Её родители по-прежнему были волшебниками, но представляли богатых антикваров; Эта история обложки была в конечном счёте использована для путешествующих родителей Герты. Источник силы Нико первоначально не был оригиналом её матери, но заклинанием книги Роберта Минору.
Нико Минору появился в Avengers Arena, новой серии Дэнниса Хоппилеса и Кева Уокера, а также в её сиквеле Avengers Undercoved.
Нико выступает в качестве одного из главных героев Силы-А, всепобеждающего Мстителя, выпущенного Дж. Уиллоу Уилсоном, Маргаритой Беннетт и Хорхе Молиной во время кроссовера Marvel: Secret Wars.

## Биография

### Прайд
Каждый год родители Нико присоединяются к пяти другим парам в благотворительном мероприятии; Один год, Нико и другие дети шпионят за своими родителями. Нико потрясена, обнаружив, что её отец говорит о чарах и после того, как они стали свидетелями убийства невинной девочки их родителями («Прайд»), Нико присоединяется к остальным в их громадном рыскании, чтобы убежать от своих родителей. В бегах Нико встречает своих родителей. Её мать, владеющая большим Посохом с мечом на конце («Посох Одного»), показывает, что она и отец Нико — тёмные волшебники; Затем она пытается засунуть Посох в грудь Нико. Тело Нико поглощает его. После того, как она позже была отрезана боевым топором самураев Дейла Йорка, Посох вновь выходит из её груди, что заставляет Нико использовать фразу «Заморозить» и замораживает Стейси Йоркс. Выясняется, что Нико на самом деле ведьма и что Посох появляется только тогда, когда она истекает кровью. Когда-то после побега, Нико берёт имя Сестра Гримм, чтобы лишиться имени, которое её родители дали ей, но через некоторое время выкидывает его. После того, как лидер команды Алекс выдал себя за крота и проиграл вместе с Прайдом, Нико принимается в качестве лидера группы.

### Мистическая Аркана
В 2007 году магическое кроссовер событие Mystic Arcana восполняет пробел между Runaways (vol. 1) #17 и #18, в течение короткого времени Нико находится в доме отца Фланагана для нежелательных детей-готов. История начинается с того, что Нико одета в одежду японской школьной девочки, заявив, что возможно пора отпустить готический тренд. Вскоре она поговорила о том, чтобы пойти в ночной клуб со своими друзьями, где она встречает старого соперника её родителей Мари Лаво; Лаво хочет отомстить родителям Нико за кражу чёрного зеркала, одного из четырёх краеугольных камней творения. После того, как Лаво объясняет, что ей нужна кровь Нико, чтобы активировать Чёрное Зеркало, Нико отдаёт Лево ей кровь, а также очищает «Посох Одного». Эти два испытания Нико легко побеждает. Нико пытается вернуть Алекса Уайлдера с помощью Зеркала, однако заклинание не срабатывает, Зеркало разрушается, и последняя страница Тёмной ткани обнаруживается за стеклом. Лаво берёт его и бежит, в то время как Нико принимает своё место в качестве изгоя с «Беглецами».
Художник Дейв Секстон показал, что Нико была одой из четырёх магических персонажей, выбранных для сюжетной дуги, потому что каждый персонаж относится к элементным темам: Магик представляет воздух и логику, Чёрный Рыцарь представляет Землю и инструменты, Алая Ведьма представляет Воду и эмоции, в то время как Нико Представляет Огонь и жезл. Поскольку Нико должна проливать кровь, чтобы призвать свой Посох, огонь и жертва оказались очень похожими на костюм Мароны Таро из «Жезлов». Хотя К. Б. Чебульский писал часть мистической Арканы Сестры Гримм, создатель «Беглецов» Брайан К. Воган оказал некоторую помощь.

### Как Беглец
Будучи предупреждённым о будущей угрозе по имени Виктор Манча, Нико и Беглецы находят и похищают Виктора, чтобы допросить его. После того, как мать Виктора убита, а отец, Альтрон уничтожен, Нико приглашает Виктора стать частью команды, к большому гневу некоторых членов, особенно Чейза. Нико заверяет их, что она готова «вырвать [чертовски] сердце Виктора» в случае необходимости. После того, как Чейз связывает Нико прежде, чем он пытается принести себя в жертву Гиббориму, Нико интерпретирует его как крик о помощи и заставляет Беглецов вмешаться, чтобы остановить самопожертвование Чейза. Гибборим вместо этого пытается взять Нико, раскрывая, что душа Нико невинна, таким образом, подходящая для потребления Гибборима. Виктор спасает Нико, и оба образуют отношения. После победы над Гибборимом, Виктор спрашивает Нико, что она готова сделать, если Чейз сделает что-то подобное снова; Нико отвечает, говоря, что она готова «вырвать [Чейз] чёртову сердце», если это необходимо. Вернувшись в своё логово под Ла-Брея Тар Питс, Хавин понимает, что она публично раскрыла их местоположение, привлекая внимание Железного человека и Щ. И. Т. Нико, вступая в её роль лидера, возглавляет «Беглецов» в бегстве по пересечённой местности от Железного человека и Щ. И.Т.а.

### Разбойник
Убежав от властей, глава Runaways направился в Нью-Йорк, где Нико тревожно заключил сделку с Кингпином. В скрученном повороте событий «Беглецы» в конце концов оказались в Нью-Йорке в 1907 году, где Нико похитили и привели к женщине по имени «Разбойник». Разбойник утверждает, что она прабабушка Нико, и заявляет, что она научит Нико, как выдержать боль и, следовательно, получить больше магии с лучшим мастерством. У неё есть оружие, похожее на Посох Одного, с большим количеством украшений. Когда она воссоединяется со своими товарищами, налицо значительное развитие способностей Нико, где она свободно может плавать, проявляет больше мастерства и уверенности в заклинаниях и может использовать заклинание с эффектом, более сложным, чем большинство её других до сих пор. Выясняется, что Нико получила Посох Разбойника. Немного больше сведений о том, как закончилось собрание Нико и её предка в Официальном справочнике из недавнего издания Вселенной Marvel говорится, что Нико «убежала» от неё. В этот период Виктор влюбляется в другую девушку, развращая его отношения с Нико.

### Секретное Вторжение
Во время Секретного вторжения Скруллов, Нико и другие Беглецы ненадолго остаются в Нью-Йорке после возвращения с 1907 года, полагая, что «спрятаться на виду» было бы достаточно, чтобы скрыть свою собственную идентичность и что было бы лучше, если бы Они показали Клару вокруг своего города в будущем, прежде чем они вернутся в Лос-Анджелес. Однако, к их удару, армада кораблей Скруллов атакует Нью-Йорк и его гражданское население. Хавин, пытаясь обмануть захватчиков в виду, что она намеревается им помочь, использует силовое поле, чтобы выбить Беглецов; Однако Нико и Виктор все ещё в сознании, и они атакуют Хавина, обвиняя её в измене. Хавин показывает, что она пытается защитить их и убеждает их, что Скруллы слишком опасны для них, чтобы бороться и умоляет их бежать в Лепфрог. Беглецы в конечном счёте объединяются с Молодыми Мстителями, чтобы помочь против вторгающихся Скруллов. Нико настаивает на том, чтобы её команда помогла Молодым Мстителям продолжить

### Мертвы Неправильно/Рок-Зомби
Нико использует заклинание («разброс»), чтобы рассеять группу вторгшихся маджесданцев по всей планете. Однако заклинание имело нежелательные побочные эффекты: оно эмоционально рассеивает Беглецов. Виктор понимает это со временем, и Нико возглавляет массовый побег от возвращающихся Маджесданцев. Спустя короткое время «Беглецы» понимают, что, повинуясь Нико, они сломали очарование. Несмотря ни на что, Ксавин переходит в Каролину и покидает Землю, к большому горе другого Беглеца.
Позже, Нико использует заклинание «Не Зомби», чтобы вернуть армию зомби к людям; Заклинание «Обратный огонь» превращает зомби в настоящих «зомби-узлов», создавая таким образом одного большого зомби. Беглецы выводят, что после того, как Разбойник пытал и обучал Нико, волшебные способности Нико были значительно увеличены. Волшебник Валь Реймина сообщает Нико, что «Посох Одного» несёт огромные магические способности, а Нико, будучи молодой, не должна использовать его. Маг крадёт у неё Поосх, только чтобы быть убитым после того, как Посох защищается. Нико молча забирает свой Посох и предупреждает других Беглецов не прикасаться к нему.

### Тёмное правление
В 2009 Emerald City ComiCon, писатель Брайан Бендис подразумевал, что Нико может быть одним из магов, которых искал бывший Верховный Маг Доктор Стрэндж, видя, что поиск «ещё не завершён». Хотя титул достался Доктору Вуду, её изображение появилось как один из многих кандидатов, которого Глаз Агамотто решил взять на себя роль нового Верховного Мага.
Нико также делает не говорящее камео в Strange #4 (февраль 2010) как один из могущественных магов Доктора Стрэнджа просящего прекратить использовать свои силы в течение часа.

### Арена Мстителей
Как часть Marvel NOW! События на страницах Avengers Arena, Нико похищена злодеем Аркада и размещена на специальной версии острова Мадерворд. У Посоха Единственного есть сила, которая резко сокращена по необъяснимой причине, не позволяя ей не только противостоять Аркаде или острову, но также требует «десятков заклинаний» только для того, чтобы успешно выращивать пищу. После установки фронтальной атаки на Апекса и Стражей Юстина Сейферта, Нико теряет Посох Одного, когда её расчленил Чейз (теперь владеющий доспехами Тёмного ястреба) и сбросил с обрыва. Затем она ползёт к Посоху Одного и пытается бросить заклинание «Помощь», но истекает кровью, прежде чем Посох начинает действовать. Затем посох воскрешает её, используя её огромную потерю крови в качестве жертвы, чтобы дать ей достаточно силы, чтобы обезоружить Дезлокета, уничтожить доспехи Тёмного ястреба и победить Апекса, заманив её в подземелье. Чейз возвращается к своей обычной жизни, а затем помогает Нико и Рептилу сражаться с одержимым Калленом. В последующем сражении Нара убивает возвращение Каллена в человеческой форме и сходит с ума в анархоизме. Рептил просит Нико и Чейза помочь в преодолении подобного рода борьбы, но Нико настаивает, чтобы она и Чейз не лезли. На команду Нико, Чейза затем превращается в Тёмного ястреба и присоски-пробивает Рептила, как часть какого-то тайного плана, что он и Нико придумали. Чейз показал сожаление по поводу того, что напал на Рептила. Когда Чейз отказался позволить Камми остановить Нико, она сломала ей руку и ногу, взяв для себя амулет Тёмного ястреба, чтобы остановить Нико от убийства всех. Камми снова даёт Чейзу амулет, когда Апекс развязывает ошибки, разумный тайфун и вооружённый песок, чтобы атаковать оставшихся подростков в Мардерворде. Вскоре после этого Дезлокет останавливает бой, убивая Aпекса и где каждый может уйти от Мардерворда и разойтись.

### Мстители под прикрытием
После того как новость обрушилась на похищения в Аркаде, Нико и другие оставшиеся в живых убийцы стали печально известными. Нико окрасила волосы в красный цвет и все ещё спортивная рука ведьмы, которую она получила в бою с Апексом. Она также обладает способностью телепортироваться и создавать заклинания с летающей и маскирующей магией. К ужасу других Беглецов, она и Чейз воевали во время одного из интервью Чейза в ток-шоу, критикуя Чейза за нарушение их молчаливого пакта, и это было спорным, когда Аркада выпустила видео. Затем она телепортировала Чейза подальше от съёмочной площадки. Однако, когда Анахронизм показывает, что Кровавый камень пропал без вести, все оставшиеся в живых объединяются, чтобы отправиться в Багалию, чтобы найти его. На своём пути Нико обозвала Чейза за то, что он сказал, что он «семья», указав, что он пришёл с ними только потому, что она его сделала. Как только они находят Кровавый камень, он показывает, что он наслаждается жизнью среди злодеев, а остальные, кроме Камми, тоже начинают этим наслаждаться. Нико пытается убедить Кровавого камня вернуться с ними, но он отказывается. Даймон Хеллстром помогает Каллену контролировать своего монстра и он предлагает Нико помочь с её улучшенными способностями. Когда Камми пытается сказать остальным, чтобы уйти, Кровавый камень вместо Хеллсторма телепортирует группу в последнюю партию Аркады, чтобы они могли противостоять ему. Хазмат использует эту возможность, чтобы убить Аркаду. Барон Земо затем говорит им, что у них есть два выбора, присоединиться к нему или вернуться на поверхность, чтобы его наказывал Щ. И. Т. Нико предлагает третий вариант, претендующий на вступление в Земо и уничтожение его организации изнутри. Она тесно сотрудничает с Хеллстром для укрепления своих магических способностей. В конце концов они невольно питаются информацией Мстителей, заложенной Земо, чтобы поймать Мстителей в Багалии и затем украсть вертолёт Щ. И. Т. Камми останавливает Земо и показывает, что Аркада жив. Поскольку было убито только двойное тело, Щ. И.Т. снимает любые обвинения против подростков. В последний раз её видели, наслаждаясь отдыхом на озере вместе с остальной группой в последнем выпуске серии.

### Сила-А
Во время сюжета Secret Wars, Сила-А, защитники матриархальной нации Боевого мира из Аркады, реагируют на атаку мегалодона во время обычного патрулирования. Во время нападения Америка Чавес бросает акулу через Щит, стену, которая отделяет их границы, таким образом нарушая законы Императорской Думы, и впоследствии арестовывается силами Императора Дума, Корпуса Тора. Несмотря на призывы Женщины-Халка, баронессы Аркадии, Чавес приговорён к тому, чтобы провести остаток своей жизни на стене. В ответ Женщина-Халк поручает субмаринерам — Нэмору, Нэморите и Нэморе — найти источник атаки мегалодона. Тем временем, Нико, оплакивая потерю Чавеса, сталкивается с таинственной фигурой, которая упала с неба. Подводники обнаруживают странный портал в глубинах океана, но он приближается, когда они приближаются. Позже, по просьбе Локи, Минору представляет своего нового друга Женщины-Халка. Когда Медуза обвиняет незнакомца, разумную карманную вселенную, создание портала, страж попадает с другого портала и атакует команду. Во время боя новенький спасает Искру и убеждает Женщину-Халка, что она не причина. Уничтожив стража, Женщина-Халк решает пройти через все ещё открытый портал и самостоятельно исследовать источник. Женщина-Халк прибывает в пост-апокалиптическом Манхэттене, а после краткой встречи с более часовыми, её преследуют в Аркадию Торским корпусом. Корпус Тора следует за преследованием, но Медузе удаётся отразить их обратно в портал и убить в процессе. Когда Корпус Тора возвращается, Женщина-Халк предупреждает жителей Аркадии, что в их среде находится предатель, который распространяет недовольство и клянётся привлечь их к ответственности, поскольку она и другие из Силы-А скрываются внутри новичка. Новенький проводит контрабанду A-Force за городом. Там, Женщина-Халк понимает, что энергия порталов имеет асгардское происхождение, и они выводят, что предателем является Локи. Когда A-Force объявлена вне закона, Локи должен быть увенчан новой баронессой Arcadia, но она превентивно атакована A-Force. После того, как Локи побеждена, она выпускает последний взрыв энергии, который пробивает Щит, таким образом позволяя орде зомби с другой стороны войти. По мере того как орда приближается, Женщина-Халк сплачивает Силу-А, Корпус Тора и других героев на защиту Аркадии. Во время битвы зомби начинают сокрушать город, но новичок — теперь называемый Сингулярность — поглощает всю орду, жертвуя собой в этом процессе. После битвы Тор корпус арестовывает Локи, так как A-Force начинает реконструкцию Аркадии. Тем временем, Женщина-Халк утешает Минору, которая все ещё оплакивает потерю своих друзей, говоря ей, что, по её мнению, Сингулярность жива.
После Секретных Войн, Сингулярность просыпается в основной вселенной Земли-616 и быстро замечает Кэрол Денверс, но Дэнверс её не узнаёт. Без ведома Сингулярности её преследует подобное существо по имени Антиматерия. Пока Дэнверс противостоит Антиматерии, Сингулярность бежит в Нью-Йорк. Когда Антиматерия все ещё преследует, Сингулярность обнаруживает Женщину-Халка, который тоже её не помнит, и просит помочь. Когда пара сражается с Антиматерией, Медуза приходит с подкреплениями и забирает Сингулярность под стражу. После того, как Антиматерия убивает одного из солдат Медузы, она выпускает Сингулярность и телепортирует Антиматерию на Луну. Понимая, что физические атаки мало влияют на Антиматерию, Сингулярность переносит Женщину-Халка, Медузу и себя в Японию, чтобы обратиться за помощью к Минору. Когда Антиматерия возвращается, Минору накладывает заклинание, которое заставляет его временно отменить заклинание. Заклинание покупает женщин некоторое время, в течение которого Дэнверс предполагает, что Антивещество может быть восприимчиво к интенсивным уровням лёгких частиц. Затем они отправляются в Майами, чтобы нанять Искру, как только Антиматерия реорганизуется. Сингулярность поражает Антиматерию всем, что у неё есть, но это даёт Дэнверс время активировать защитное устройство, которое она спроектировала. Когда Антиматерия перегружает устройство, Сингулярность имеет Минору удалить способность отслеживания Антиматерии и переносит команду в Пик. По мере того, как Антиматерия достигает «Пика», Женщина-Халк приказывает Сингулярности оставаться в стороне, пока остальные члены команды не выходят на переговоры с Антиматерией. После неудачных переговоров Антиматерия смертельно ранит Искру, и в свою очередь Женщина-Халк обезглавливает Антиматерию. Разъярённая смертью Дэззлера, Сингулярность уходит, чтобы противостоять восстановленной Антиматерии один на один. Поскольку Сингулярность борется с Антиматерией, доктор Темпест Белл, ведущий учёный Пика, разрабатывает бомбу, способную уничтожить Антиматерию, но означая, что она также убьёт Сингулярность. Женщина-Халк, Минору и Дэнверс идут на усиление Сингулярности, в то время как Медуза помещает бомбу в Антиматерию. Точно так же, как бомба взрывается, возрождённая Сингулярность прибывает с мерным телепортером и вискает Сингулярность от взрыва. Когда Антиматерия уничтожена, команда празднует в закусочной, когда Сингулярность ощущает волнение, поскольку остатки Антиматерии разрывают открытые порталы в другие миры. В Астории, штат Орегон, A-Force отслеживает дракона из Бэтлворд по имени Графиня и обнаруживает, что её преследует альтернативная версия Сингулярности, которая принадлежала Корпусу Тора. К A-Force присоединяется в бою Тор, что заставляет графиню отступить. Как только герои ожидают возвращения графини, Искра признаётся, что она была заражена Туманом Терригена и умирает. Когда графиня прибывает, она берёт под контроль Минору, который затем выводит из строя команду. Женщина-Халк, Медуза, Искра, Корпус Тора и Дэнверс пробуждаются в тюремной камере в Астории, чтобы обнаружить, что их силы ушли, а население находится под контролем графини. После того, как Женщина-Халк издевается над графиней, Минору поворачивает женщину-Халка к остальным. Когда бой с Женщиной-Халком уводит команду из города, а их силы возвращаются, графиня Минору превращает свои ноги в цементные башмаки и тащит их под воду. Когда команда собирается утонуть, Минору приказывает им дышать. Выйдя из воды, Женщина-Халк посылает половину команды, чтобы отвлечь Графиню, в то время как остальные спасают Минору. После того, как его спасли, Минору раскрывает истинную природу сил графини и возвращается с Даззслером и Даззслером Тором, чтобы противостоять графине. Минору убеждает графиню в том, что она изменила своё мнение, поскольку Корпус Тора уступает усугублённым эффектам, которые Туман Терригена оказывают на её потустороннюю систему. После того, как тело Дэззлер Тора исчезает, Искра предупреждает своих товарищей по команде, что она может пострадать от подобной участи.
Во время Второй гражданской войны, после того как Женщина-Халк тяжело ранена в битве с Таносом, Дэнверс рассказывает Минору, что у Нечеловеческого Улисса было видение её убийства женщины по имени Алиса. Отказавшись быть арестованным за преступление, которое она ещё не совершила, Минору бежит в безопасное место в Оурей, штат Колорадо. Без ведома Минору, город подвергается нападениям со стаи гигантских насекомых. Минору встречает Эльза Блудстоун. Блудстоун сообщает Минору, что нападение является результатом инфекции, которая превращает население в насекомых и заставляет её встретиться с Джанин, чья дочь Алиса пропала во время волнения. Между тем, Дэнверс и раса Медуза, чтобы найти Минору до Дэззлер и Сингулярности, которые не согласны с их методами. Дэнверс и Медуза находят Минору и Блудстоун незадолго до прихода Дэззлера и Сингулярности. После непродолжительной конфронтации они соглашаются разделиться на две группы: одну, чтобы найти Алису, а другую для защиты гражданских лиц. В поисках Алисы в заброшенной шахте Дэнверс, Минору и Блудстоун подвергаются нападению гигантского жука. Ошибка выводит из строя Дэнверс и Блудстоун, прежде чем телепатически сообщает Минору, что она Алиса и непреднамеренно заражает горожан после её трансформации. Алиса говорит Минору, что убить её — единственный способ спасти людей. Когда Минору отказывается, заражённая Блудстоун угрожает убить Дэнверс. Медузу, Сингулярность и заражённая Даззлер переполненая ошибками и перегруппируются с остальными, как Блудстоун заражает Дэнверс. После того, как Дэззлер заражает Медузу, Минору накладывает заклинание, чтобы превратить Алису обратно в человека, но она не вылечивает остальную часть населения. Алиса объясняет, что она должна быть убита и Минору неохотно бросает заклинание смерти на Алису, которая превращает инфицированных обратно в людей. Затем Алиса возвращается в своей окончательной форме и сообщает Силе-А, что она больше не является угрозой, поскольку теперь она контролирует свои силы. Когда волнение закончилось, Дэнверс и Минору продолжают расходиться во мнениях относительно действий друг друга, но соглашаются вместе посетить Женщину-Халк в больнице.

## Силы и способности

### Заклинания
Нико, будучи ведьмой, использует магию в качестве своего оружия. В ранних выпусках единственным её оружием был «Посох Одного», древний магический посох, способный накладывать любое заклинание, которое только можно себе представить. Однако у Посоха есть два ограничения; Во-первых, и что более важно, Нико не может дважды произносить одно и то же заклинание, или заклинание будет пропускать осечку, и произойдёт случайный эффект; Например, во второй раз, когда она пыталась использовать «Заморозку», она произвела пеликанов, а во второй раз, когда она пыталась произнести заклинание «Фумигация», посох телепортировал Нико и Каролину в пустыню Лос-Анджелеса. Второе ограничение «Посоха Одного» состоит в том, что он не может быть использовано для возвращения людей из мёртвых. Нико обнаружила это ограничение, когда она попыталась воскресить Алекса Уайлдера, и объяснила, почему она не могла волшебным образом оживить умершую будущую версию Гертруды Йоркс. Тина Минору, владелец посоха, предшествующая Нико, упоминает, что Посох даже заставил Дормамму (демоническое существо с огромной магической силой, намного превосходящее даже Верховного Мага) дрожать. и что это даёт обладателю "власть над Прошлым, Настоящим и Будущим и сделает своего обладателя «непреодолимым». Тина также умеет произносить заклинания, не произнося их, как видно, когда она поворачивается сама, когда Роберт Минору и Стэйны одеты в свои злодейские костюмы. В Civil War: Young Avengers/Runaways, Нико успешно применила заклинание туннелирования, используя латинскую фразу, предоставленную ей Виженом даже не зная её значения.
Только Нико может вызвать Посох, но изначально, любой мог наложить заклинания с ним. Когда он не используется, Посох уходит в её тело, которое Нико описывает так: «чувствую, как будто у меня что-то в глазу, но вместо моего глаза это … это моя душа». Чтобы призвать посох, Нико проливает свою кровь и автоматически повторяет: «Когда проливается кровь, пусть появляется Посох Одного». В начале первого тома Нико хотел порезаться, чтобы освободить штаб, часто используя клинок Чейза. Когда серия прогрессировала, Нико нашла альтернативные способы заставить себя кровоточить, включая чистку своих дёсен в течение длительного периода времени и прося Дейнониха Олд Лейса укусить её за руку. Во время ежемесячного менструального цикла Нико не нужно резать себя, чтобы вызвать Посох. Посох всегда выходит из центра её груди и проходит через любую одежду, которую она носит, не повреждая её или Нико. Однако Посох повреждает кого-либо или чего-либо прямо на его пути, когда его выбросят из тела Нико. Например, Посох появился после того, как вампир Тофер начал истощать кровь Нико и пронзила его прямо через центр своей груди. Нико не может по-настоящему контролировать, какой эффект произведут её заклинания: она должна вызывать в воображении мучительные воспоминания о заклинании, а также воображать все, что заставляет её чувствовать себя виноватой. В серии Mystic Arcana, Нико, как говорят, обладает гораздо большим магическим потенциалом, чем даже она поняла, как последний живой наследник Клан Минору; Нико поражает Мари Лаво в мгновение ока, несмотря на весь магический опыт и силу Мари, и обнаруживает, что корни её семейного наследия глубже, чем она себе представляла, поскольку она была единственным человеком, способным разблокировать Чёрное Зеркало. Нико сказала, что она ступила на Тёмный Путь и что она и Мари встретятся снова, «для всех тех, кто ступает на Тёмный Путь, суждено путешествовать по этой дороге вместе». В отдельных случаях, однако, она произносила заклинания, не прибегая к Посоху, например, создавая образ Алекса Уайлдера на ладони. Время и пространство также являются критическим ограничением для могущества Посоха: все заклинания, показанные им, действуют только временно, а эффекты этих заклинаний ослабляются по мере увеличения расстояния между Нико и целью.
В Runaways vol. 2 #17, выясняется, что если Нико встанет на путь своих мёртвых родителей волшебников, её силы не будут работать вообще.

### Расширенная магия
Время Нико с Разрушителем ведьм предоставило ей более новую версию «Посоха Одного», похожего на оригинальный, но с большим количеством украшений и большим кольцом (также удаляется мяч в оригинальном штабеле). Теперь Нико может использовать свои силы и произносить заклинания с большей возможностью, чем раньше, даже летать со своими силами вместо того, чтобы использовать Посох, поскольку Нико уже использовала различные заклинания левитации. Кроме того, Виктор Манча также задаёт вопрос о том, как Нико летает, видимо, указывая, что это действительно не из собственной манеры Посоха. Теперь Нико может использовать различные заклинания не используя свой посох, приближая её к способностям своих родителей. Неизвестно, где теперь находится «Посох Одного», хотя её новый посох, независимо от его точного происхождения, вызывается точно таким же способом, как и первый.
Совсем недавно посох Нико продемонстрировали способность защищаться. Посох теперь реагируют жестоко по отношению к кому-либо, кроме Нико, который пытается использовать его, превращаясь в демона или дракона и пожирая этого человека.
Позже в Daken: Dark Wolverine она показывает, что её заклинания могут быть чрезвычайно подробными, когда она замораживает Дакена с «Замораживанием до точной температуры и эстетического внешнего вида дешёвого эскимо от 71/1», хотя у неё все ещё есть правило «Одного заклинания».
После её убийства Апекса и последующего воскрешения, Нико снова получает новый «Посох Одного» с новым дизайном вверху. Этот посох также был короче и не касался земли, его мог затронуть кто угодно (как доказал Апекс), и его можно было вызвать обратно в Нико по команде. Нико также была предоставлена новая левая рука, где она могла выполнять заклинания, не удерживая «Посох Одного». Согласно воскрешённому Алексу, левая рука была явно более мощным источником тёмной магии, даже чем «Посох Одного». Это улучшение увеличило её тёмные силы и позволило ей войти в слепую ярость, где её магия более сильная, поскольку она работает исключительно по инстинкту.

### Атрибуты персонажа и личности
Нико — японская американка. Также показано, что она очень эмоциональный человек. Она выражает чувства к Алексу Уайлдеру во время их первоначального отдыха, но не решилась начать романтику. Некоторое время спустя Алекс спасает её от нападения на вампира, она начинает встречаться с ним. Эта модель цепляния людей во время напряжённых и/или напряжённых ситуаций следует за Нико на протяжении всей серии. Несмотря на это, Нико доказывает свою преданность Беглецам, когда Алекс предаёт группу и предлагает ей место в новом мире, обещанном Библейскими благодетелями Прайда — Гибборимам. Она категорически отказывается от предложения Алекса и помогает подвести своих друзей к безопасности. Нико отправляется в дом отца Фланагана для нежелательных детей-гот. Тем не менее, группа организует массовый побег из своих домов, чтобы начать жизнь в качестве штатных наблюдателей; Нико обычно считается де-факто лидером команды.
Когда Нико занимает лидирующую позицию, это доказывает, что у неё есть разум и смелость принимать трудные решения. Одним из примечательных примеров является рискованное решение оставить Ксавин сражаться с воскрешённым Джеффри Уайлдером, говорящим: «Ксавин знала о рисках». В другом инциденте, когда Каратель держал их под прицелом и был серьёзно ранен, когда его ударила в живот Молли, когда остальные выразили озабоченность по поводу его состояния, Нико категорически заявила, что она «не собирается тратить исцеляющее заклинание» на его. Нико также целует Чейза после того, как он договорился о выходе из потенциально фатальной ситуации с межпространственным наркоторговцем; Это вызывает распад между Нико и подругой Чейза Герты, почти растворяя команду изнутри. Безвременная смерть Герты отправляет Нико в объятия Виктора Манчи, с которой она показывает, что у неё есть привычка бежать к людям, когда они расстроены. Она перенесла вину пострадавшего в связи с смертью Герты. Нико ставит под сомнение её неуверенность в том, что она не может быть постоянной подругой во сне, когда её скончавшиеся родители ругают Нико за то, что она действует как «шлюха» (из-за поцелуя Алекса, Тофера, Чейза и Виктора). Она убивает своих родителей во сне, символ преодоления её неуверенности. Она начинает отношения с Виктором, но отношения быстро заканчиваются взаимно после того, как Виктор влюбляется в другую девушку.
Нико стал очень изолированна и нестабильна после событий Avengers Arena, почти не контактировав с Беглецами, даже проигнорировав день рождения Молли. Она объясняет, что она была уничтожена после событий Арены, она была в ужасе от своих новых сил и, вероятно, страдала от тяжёлого ПТСР и увидев, что Чейз вернулся в нормальное состояние после того, как опыт только сделал её больнее.

## Отношения с другими беглецами
Нико очень эмоциональный человек и неоднократно выражал затруднения, зная точно, что она чувствует. Нико признаётся Виктору, что у неё есть склонность искать утешение после очень эмоциональных ситуаций или периодов стресса. Тем не менее? она как правило, очень открыта, когда пытается выразить свои чувства и таким образом, смогла соединиться со многими из Беглецов на эмоциональном уровне и поддерживать много близких дружеских отношений в течение всей серии.

### Алекс Уайлдер
В первом томе Нико и Алекс обмениваются короткими отношениями. Она целует его в первый раз во время попыток Молли Хейз спастись с помощью «Беглецов». Позже выяснилось, что Алекс был первым поцелуем Нико. Она целует и выражает любовь к Алексу после того, как он спас её от вампира Тофера; общепринято, что Нико и Алекс являются парой на этом этапе. Несмотря на её откровенную любовь к Алексу, Нико выбирает сторону Беглецов после того, как Алекс раскрывает свой план, чтобы привести её в новый мир Гибборимов с её родителями, твёрдо установив её преданность команде и силе её характера. Однако, несмотря на предательство, Нико демонстрирует готовность простить, когда она безуспешно пытается воскресить Алекса, и заявляет, что, хотя Алекс был предателем, он не заслуживал смерти. Также выясняется, что, несмотря на все, что он сделал с группой, она всё ещё скучает и любит его. Во время событий Avengers Undercover. Алекса воскресает Даймоном Хеллстромом, чтобы стать наставником Нико в боевой стратегии. После того, как Чейз получил травму в бою и остался в коматозном состоянии, Нико на мгновение сдалась и решила «сделать что-то не то», чтобы чувствовать себя хорошо и ненадолго возродил её роман с Алексом, прежде чем он предал её и присоединился к Молодым Мастерам.

### Каролина Дин
Чувства Каролины для Нико намекали на весь том 1, заканчивая Каролиной, робко покрасневшей, когда Нико говорит, что она поклялась не быть с мальчиками. Однако чувства Каролины явно не выражались, пока она не попыталась поцеловать Нико. Нико немедленно повернула Каролину; Однако, когда Каролина решает отправиться на свою родную планету Маджесдан с Ксавином, Нико расстроена из-за потери своего друга. Чейз останавливает Нико с тем, чтобы отдать заклинание, чтобы вернуть Каролину на Землю, а потом поймает Нико, которая намазала одежду Каролины на её пол для воспоминания. После возвращения Каролины Нико обрадовалась и обняла её, сказав, что она чувствовала себя совсем одинокой с Каролиной. Их дружба иногда напряжённая, из-за неоплаченных чувств Каролины к Нико и ненависти Нико к смене пола жениха Каролины.

### Чейз Стэйн
Нико признаёт, что она обеспечивает материнскую роль правящей Личности Чейза. Пара поддерживает сильное уважение друг к другу, несмотря на частое несогласие с решениями основных групп, включая место захоронения Герты и разрешение Виктору присоединиться к команде. Чейз заботится о безопасности и благополучии Нико, о чём свидетельствует, когда он утешал Нико после ухода Каролины, и когда он взял «Посох Одного» у Нико, чтобы уничтожить его, чтобы дать ей нормальную жизнь. После того как Чейз блефует, выбираясь из смертельной схватки с наркобароном, Человеком-Пушером, Нико целует его. Это вызывает раскол в их дружбе и отношениях Герты и Чейза. Нико также является единственным человеком, которая прощается с Чейзом, прежде чем отправиться на самопожертвование для Гибборимов, которым Нико интерпретирует как крик о помощи. После их приключения в 1907 году дружба Чейза и Нико оказалась более стабильной после того, как Чейз перешёл от горя к Герте. В 13 выпуске 3 тома, оба разделяют удивительный и интимный поцелуй. Позже, оба были похищены вместе Аркадой для участия в его последнем воплощении «Мира убийств». Там Нико начала развивать отношения любви и ненависти с Чейзом. Она неоднократно упрекала Чейза за то, что он действовал один и рисковал своей жизнью. Во время событий Арены Нико сердилась на Чейза за то, что он действовал по-другому или ненадёжно, даже вышвырнула его из группы в какой-то момент. Несмотря на это, Чейз планировал защитить Нико и убедиться, что она, а не он сам, выживет в «Мире убийств». После событий Арены Нико стала затворником, а Чейз стал единственным опекуном Беглецов. Нико сердилась, что Чейз вернулся к своему старому «Я» после «Мира убийств», в то время как она думала о себе как обломком. Она была опустошена, когда Чейз остался в коме после битвы.

### Гертруда Йоркс
Герта и Нико были близкими друзьями с самого рождения. После смерти Герты Нико рассказывает Виктору (во время плача), что Герта отправила в лес своих кукол My Little Pony, потому что Герта решила, что они должны быть свободными, а Нико вязала фиолетовый шарф для тринадцатого дня рождения Герты, заставив Герту покрасить её волосы в другой цвет. Нико также сказала Герте, что если Нико пострадает, Герта будет лидером. Дружба пары ненадолго разрывается после того, как Герта обнаружил поцелуй Нико с Чейзом после их встречи с Человеком-Пушером. Их выпадение вызвало много трений в группе. Нико и Герта, наконец, решили свои разногласия коротким приступом бросить оскорбления. Несмотря на циничное отношение Герты, она редко спорила с решениями Нико и обычно готова была поддержать своего друга. Нико переживает вину после смерти Герты, зная, что Герта убийца, Джеффри Уайлдер изначально намеревался убить Нико
.

### Виктор Манча
Нико объясняет, что она ищет физического комфорта после периодов стресса. В то время как Виктор Манча выражает чувства к Нико, она просит только время, чтобы очистить голову и понять её чувства, так же, как она сначала занималась Алексом и Каролиной после того, как каждый выразил свои чувства к Нико. Тем не менее, Нико признаёт, что Виктор действительно хороший парень и не возражал бы быть с ним в отношениях. Виктор называет Нико своей подругой, когда он пытается спасти её от Чейза и хотя она находится в ситуации заложника, Нико по-прежнему слегка ругает Виктора за то, что он так её называл. Эти двое в конечном итоге становятся парой. Тем не менее, отношения недолговечны, поскольку Виктор влюбляется в Лилли, беззаботную девушку с 1907 года. Стараясь стать лучше, Нико, видя, что Виктор и Лилли влюблены, отходит в сторону, решая остаться друзьями даже после того, как Лилли решает остаться прошлом.

## Вне комиксов

### Телевидение
Лирика Окано была взята на роль Нико в телесериале на веб-сайте Hulu от Marvel «Беглецы». Версия Нико в телесериале стала готом после смерти её сестры Эми. Её родители не являются колдунами, она увлекается тёмными искусствами из желания поговорить со своей сестрой в загробной жизни. Она появляется в доме Алекса просто потому, что её попытка поговорить с сестрой не удалась.

### Видеоигры
- Нико Минору появляется как играбельный персонаж в игре для Facebook Marvel: Avengers Alliance. Она является наградным героем пятнадцатых спецопераций под названием «Игра в сети», которая основана на сюжетной линии «Арены», а позднее будет набранным персонажем.
- Играбельный персонаж в мобильной игре Marvel: Future Fight[70].
- Нико Минору появляется в Marvel Avengers Academy.
- Нико Минору появляется как играбельный персонаж в игре Marvel’s Midnight Suns студии Firaxis Games.
- Сестра Гримм появляется в Marvel’s Women of Power DLC для Pinball FX 2[71].